# 12164 Ловеллгрін
12164 Ловеллгрін (12164 Lowellgreen) — астероїд головного поясу, відкритий 30 вересня 1973 року.
Тіссеранів параметр щодо Юпітера — 3,680.